# Порт-Честер (Нью-Йорк)
Порт-Честер (англ. Port Chester) — селище (англ. village) в США, в окрузі Вестчестер штату Нью-Йорк. Населення — 31 693 особи (2020).

## Географія
Порт-Честер розташований за координатами 41°0′17″ пн. ш. 73°40′2″ зх. д. / 41.00472° пн. ш. 73.66722° зх. д. (41.004701, -73.667175).  За даними Бюро перепису населення США в 2010 році селище мало площу 6,22 км², з яких 6,04 км² — суходіл та 0,18 км² — водойми.

### Клімат
| Клімат : Порт-Честер  | Клімат : Порт-Честер | Клімат : Порт-Честер | Клімат : Порт-Честер | Клімат : Порт-Честер | Клімат : Порт-Честер | Клімат : Порт-Честер | Клімат : Порт-Честер | Клімат : Порт-Честер | Клімат : Порт-Честер | Клімат : Порт-Честер | Клімат : Порт-Честер | Клімат : Порт-Честер | Клімат : Порт-Честер |
| Показник              | Січ.                 | Лют.                 | Бер.                 | Квіт.                | Трав.                | Черв.                | Лип.                 | Серп.                | Вер.                 | Жовт.                | Лист.                | Груд.                | Рік                  |
| Середній максимум, °C | 3,9                  | 4,4                  | 11,7                 | 14,4                 | 22,8                 | 26,1                 | 28,3                 | 27,8                 | 22,8                 | 16,7                 | 12,8                 | 6,1                  | 16,5                 |
| Середній мінімум, °C  | −1,7                 | −1,1                 | 4,4                  | 10,0                 | 16,7                 | 21,1                 | 22,8                 | 22,2                 | 18,3                 | 10,0                 | 5,6                  | 0,0                  | 10,7                 |
| --------------------- | -------------------- | -------------------- | -------------------- | -------------------- | -------------------- | -------------------- | -------------------- | -------------------- | -------------------- | -------------------- | -------------------- | -------------------- | -------------------- |

## Демографія
Згідно з переписом 2010 року, у селищі мешкало 28 967 осіб у 9240 домогосподарствах у складі 6348 родин. Густота населення становила 4656 осіб/км².  Було 10046 помешкань (1615/км²).
Расовий склад населення:
| - 61,1 % — білих - 6,5 % — чорних або афроамериканців - 2,1 % — азіатів - 0,9 % — корінних американців - 24,6 % — осіб інших рас |

До двох чи більше рас належало 4,8 %. Частка іспаномовних становила 59,4 % від усіх жителів.
За віковим діапазоном населення розподілялося таким чином: 22,6 % — особи молодші 18 років, 66,8 % — особи у віці 18—64 років, 10,6 % — особи у віці 65 років та старші. Медіана віку мешканця становила 34,4 року. На 100 осіб жіночої статі у селищі припадало 110,3 чоловіків;  на 100 жінок у віці від 18 років та старших — 111,4 чоловіків також старших 18 років.
Середній дохід на одне домашнє господарство  становив 79 418 доларів США (медіана — 55 437), а середній дохід на одну сім'ю — 82 029 доларів (медіана — 60 781). Медіана доходів становила 34 151 долар для чоловіків та 37 222 долари для жінок. За межею бідності перебувало 13,3 % осіб, у тому числі 17,1 % дітей у віці до 18 років та 12,0 % осіб у віці 65 років та старших.
Цивільне працевлаштоване населення становило 16 112 осіб. Основні галузі зайнятості: мистецтво, розваги та відпочинок — 18,6 %, науковці, спеціалісти, менеджери — 14,8 %, освіта, охорона здоров'я та соціальна допомога — 14,7 %.